# Richard Donner
Richard Donner (geboren als Richard Donald Schwartzberg (New York, 24 april 1930 – Los Angeles, 5 juli 2021) was een Amerikaans filmregisseur die gespecialiseerd was in het maken van mainstream blockbusters. Hij was meer entertainer dan kunstenaar. Commercieel gezien was hij een van de succesvolste regisseurs van Hollywood.

## Biografie
Richard Schwarzberg werd in 1930 geboren als zoon van Duitse ouders. Al op jonge leeftijd veranderde hij zijn achternaam in Donner.
Tijdens zijn militaire dienst kwam Donner in aanraking met het medium film en vanaf z'n 21e ging hij als cameraman werken voor het Amerikaanse televisieproductiebedrijf Universal. Donner bleek over veel talent te beschikken en hij kreeg al op 24-jarige leeftijd de kans om te regisseren. Zo regisseerde hij afleveringen van The Twilight Zone, The F.B.I. en de westernserie Wanted Live or Death. Vanaf de jaren 70 ging Donner films regisseren.
In 1976 maakte hij een spectaculair regiedebuut met de legendarische horrorklassieker The Omen. Dit megasucces, verteld in een snel tempo en voorzien van talloze shockeffecten, zette hem meteen op de kaart als een perfecte technicus die geknipt is voor het maken van blockbusters.
Met Superman (1978) maakte Donner waarschijnlijk z'n beste film. Voor het eerst in de filmgeschiedenis werd er een big budget film gemaakt over een superheld; voorheen waren superheldenfilms alleen het domein van de B-films. Donner liet, met een combinatie van spectaculaire actie, relativerende humor en serieus drama, zien dat je van een superheldenverhaal toch een intelligente film kan maken.
Hierna maakte Donner een aantal kleine films in verschillende genres die vaak wisselend van kwaliteit en succes waren. Zo maakte hij het middeleeuwse sprookje Ladyhawke (1985) met Rutger Hauer in de hoofdrol en werkte hij met Steven Spielberg samen aan The Goonies (1985). Hij kreeg veel kritiek te verduren vanwege The Toy (1981), een komedie waarin een schoonmaker (gespeeld door Richard Pryor) ingehuurd wordt om het vriendje te zijn van een kleine jongen. Deze film zou politiek incorrect en racistisch zijn.
Richard Donner richtte in 1986 samen met zijn vrouw een eigen productiemaatschappij op. Hun eerste film, Lethal Weapon (1987), was meteen een weergaloos succes en maakte van Donner een van de machtigste en best betaalde regisseurs. De film was ook het begin van een lange samenwerking met Mel Gibson. Niet alleen was Gibson te zien in nog drie andere Lethal Weaponfilms (1989, 1992, 1998), maar hij stond ook onder Donners regie in Maverick (1994) en Conspiracy Theory (1997).
Verder maakte Donner Assasins (1995) en 16 Blocks (2006), die redelijk succesvol waren. Dat kan niet gezegd worden van de verfilming van Michael Crichtons Timeline (2004).
Op 16 oktober 2008 kreeg Donner een ster op de beroemde Hollywood Walk of Fame. Zijn vrouw, Lauren Shuler Donner, kreeg op dezelfde dag eveneens een ster. Dit was de eerste keer dat zo'n dubbelceremonie voorkwam.
Donner overleed op 91-jarige leeftijd.

## Filmografie
| - X-15 (1961) - Salt & Pepper (1968) - Twinky (1969) - The Omen (1976) | - Superman (1978) - Inside Moves (1980) - The Toy (1982) - The Goonies (1985) | - Ladyhawke (1985) - Lethal Weapon (1987) - Scrooged (1988) - Lethal Weapon 2 (1989) | - Lethal Weapon 3 (1992) - Radio Flyer (1992) - Maverick (1994) - Assassins (1995) | - Conspiracy Theory (1997) - Lethal Weapon 4 (1998) - Timeline (2003) - 16 Blocks (2006) |

- Bibsys: 90923505
- Biblioteca Nacional de España: XX1166784
- Bibliothèque nationale de France: cb13986371k (data)
- CiNii: DA10422121
- Gemeinsame Normdatei: 137524137
- International Standard Name Identifier: 0000 0001 1450 6713
- Library of Congress Control Number: n85151567
- Nationale Bibliotheek van Tsjechië: xx0053672
- Nationale bibliotheek van Australië: 35363170
- Nationale Bibliotheek van Israël: 987007284666605171
- Nationale Bibliotheek van Polen: a0000001635005
- Nederlandse Thesaurus van Auteursnamen: 072479515
- LIBRIS: 278290
- Système universitaire de documentation: 076710955
- Trove: 926135
- Virtual International Authority File: 85646347
- WorldCat: E39PBJt8kpygR44j3c7xypXGHC